# Parafia Świętych Apostołów Piotra i Pawła w Dąbrowie nad Czarną
Parafia Świętych Apostołów Piotra i Pawła w Dąbrowie nad Czarną – jedna z 10 parafii dekanatu żarnowskiego diecezji radomskiej.

## Historia
- Parafia została erygowana przed 1363. Pierwotny drewniany kościół wzmiankowany był w 1415. Kolejną świątynię zbudowano w latach 1832–1833, a rozebrano ją w 1903. Obecny murowany kościół został wzniesiony według projektu arch. Konstantego Wojciechowskiego w latach 1890–1898. Konsekrował go 23 sierpnia 1903 roku bp Stefan Zwierowicz. Kościół był restaurowany w latach 1932 i 1949. Jest budowlą jednonawową, w stylu neogotyckim, wzniesioną z miejscowego piaskowca.

## Zasięg parafii
- Do parafii należą wierni mieszkający w miejscowościach: Aleksandrów, Borowiec, Ciechomin (część), Dąbrowa, Dębowa Góra, Dębowa Góra-Kolonia, Jaksonek, Janikowice, Kalinków, Kamocka Wola, Kawęczyn, Kotuszów, Marianów, Niewierszyn, Ostrów, Rożenek, Sieczka, Taraska i Włodzimierzów[1].

## Proboszczowie
- 1945–1959 – ks. Antoni Sperzyński
- 1959–1967 – ks. Władysław Gac
- 1967–1983 – ks. Franciszek Jurek
- 1983–1990 – ks. Stefan Roguś
- 1990–2007 – ks. Andrzej Gawryś
- 2007–2017 – ks. Janusz Stanek
- od 2017 – ks. Sławomir Spychaj